# Hartmut Höll
Hartmut Höll (* 24. November 1952 in Heilbronn) ist ein deutscher Pianist und Professor für Liedgestaltung an der Hochschule für Musik Karlsruhe.

## Leben und Wirken
Hartmut Höll ist der Sohn eines Pfarrers. Er besuchte in Heilbronn das Theodor-Heuss-Gymnasium.
Von 1982 bis 1992 war er Klavierpartner von Dietrich Fischer-Dieskau. Liederabende bei den Salzburger Festspielen, den Festivals von Edinburgh, Florenz, München, Berlin und Tokyo, in der New Yorker Carnegie Hall waren Teil der Zusammenarbeit. Seit mehr als zwei Jahrzehnten (Stand 2020) begleitet er Renée Fleming bei Konzerten in Europa, Australien, Asien und den USA. Über vier Jahrzehnte (Stand 2020) ist er im Liedduo Mitsuko Shirai verbunden. Beide haben mit weltweiten Konzerten und CDs „Maßstäbe der Liedinterpretation gesetzt“.
Sängerpartner sind oder waren auch Christoph Prégardien, Thomas Hampson, Wolfgang Holzmair, Christian Elsner, Roman Trekel, Urszula Kryger, Jadwiga Rappé, Changyong Liao, Zheng Zhou, Josef Protschka, Yvonne Naef, Jochen Kowalski, Hermann Prey und Peter Schreier. Hartmut Hölls besonderes Interesse gilt auch der jungen Generation: dem Bariton Aeneas Humm, den Mezzosopranistinnen Marie Seidler und Yajie Zhang, dem Tenor Ilker Arcayürek. Kammermusikpartner waren Tabea Zimmermann, Eduard Brunner, Jörg Widmann, Gervase de Peyer, Sabine Meyer u. a.
Rund sechzig CD-Produktionen mit Höll liegen vor (bei Capriccio, Decca, EMI, Erato, Claves, MDG, BayerRecords). Viele davon wurden international ausgezeichnet (Diapason d’Or, Preis der Deutschen Schallplattenkritik u. a.).
Seine Professur an der Hochschule für Musik Karlsruhe folgte auf Professuren in Frankfurt und Köln.
1998/1999 war Hartmut Höll Gastprofessor in Helsinki, von 1994 bis 2003 Gastprofessor an der Universität Mozarteum Salzburg; beinahe zehn Jahre lehrte er Liedgestaltung auch an der Zürcher Hochschule der Künste in der Nachfolge von Irwin Gage. Von Oktober 2007 bis September 2022 war Hartmut Höll als Rektor für die Hochschule für Musik Karlsruhe verantwortlich.
Meisterklassen für Lied gab Hartmut Höll in Finnland (alljährlich in Savonlinna), beim Internationalen Musikseminar Weimar, beim Schleswig-Holstein Musikfestival, bei der Sommerakademie des Mozarteums Salzburg, in Jerusalem, Kairo und in den USA. Alljährlich lehrt er am Shanghai Conservatory of Music. 2019 und 2020 war er zum SongStudio der Carnegie Hall New York eingeladen.
1990 erhielt Hartmut Höll den Robert-Schumann-Preis der Stadt Zwickau. Er ist Ehrenmitglied der Robert-Schumann-Gesellschaft Zwickau.
Als Juror bzw. Juryvorsitzender wurde er zum Naumburg Competition New York, zum Robert-Schumann-Wettbewerb Zwickau, zum VocePiano Moskau, wiederholt zum Boulanger-Wettbewerb Paris und zum Internationalen ARD-Musikwettbewerb München eingeladen.
Von 1985 bis 2007 war Hartmut Höll künstlerischer Leiter der Internationalen Hugo-Wolf-Akademie für Gesang, Dichtung, Liedkunst e. V. Stuttgart. Der Internationale Hugo-Wolf-Wettbewerb wurde unter ihm in Stuttgart etabliert; Themen durch ihn verantworteter Konzertserien waren u. a. 1988 „Eduard Mörike“, 1990 „Deutschlande“, 1992/1993 unter der Schirmherrschaft von Simone Veil „Europa im Aufbruch – Menschen – Metropolen – Wanderungen“, 1997 die Gesamtaufführung der von Schubert selbst für die Veröffentlichung vorgesehenen 108 Werkgruppen, 1998 „Naturlaut / Menschenlaut“ mit einer Einladung in die Kulturhauptstadt Europas Weimar, 2002 eine musikalisch-literarisch-filmische „Donaureise“. Diese Arbeit fand weit über die Landesgrenzen hinaus Beachtung und führte zu Einladungen ans Lincoln Center New York und in den Louvre Paris.
2012 erschien WortMusik im Staccato-Verlag Düsseldorf, ein Buch, in dem Hartmut Höll neben persönlichen Erinnerungen seine Erfahrungen und seinen Umgang mit Lied schildert.

## Schriften
- WortMusik. Staccato, Düsseldorf 2012, ISBN 978-3-932976-44-5.